# Циспаданска република
Циспаданска република (итал. Repubblica Cispadana) била је краткотрајна држава у северној Италији, основана 1796. године под заштитом војске Француске републике предвођене Наполеоном Бонапартом. Наредне године је припојена Цисалпинској републици.
Након што је последњи владар Модене побегао у Венецију, Французи су формирали конвент од представника провинција Модене, Болоње, Фераре и Ређо Емилије. Конгрес је организовала француска војска под Наполеоном Бонапартом послата у Италију како би учврстила француску власт и окупила нове трупе за борбу против Аустрије. Конгрес је прогласио уједињење четири покрајине у Циспаданску републику. Застава нове државе била је хоризонтална тробојка са црвеном, белом и зеленом пругом и грбом са тоболцем у средини и четири стрелице које симболизују четири покрајине од којих је република формирана.
Дана 9. јула 1797. године, Циспаданска република се ујединила са Транспаданском републиком формирајући Цисалпинску републику.